# Never Too Much (singolo)
Never Too Much è un singolo del cantante statunitense Luther Vandross, estratto come primo singolo dall'album omonimo il 21 ottobre 1981 dall'etichetta discografica Epic Records. Il singolo raggiunse il primo posto della classifica Billboard degli Stati Uniti.
È una delle canzoni di maggiore successo del cantante.

## Descrizione
La canzone, title track di Never Too Much nonché singolo principale dell'album, oltre che cantata venne anche prodotta da Luther Vandross, poiché era l'unico che all'epoca credeva in un qualche successo di codesta canzone. "Ne è valsa la pena!" ha poi affermato intervistato da Rolling Stone.
Vent'anni dopo, il singolo è stato inserito anche nell'ultimo album di Vandross The Ultimate Luther Vandross, un greatest hits pubblicato nel 2001. Il singolo è stato pubblicato assieme a un videoclip inedito in cui si vede il cantante in sala di incisione mentre interpreta il brano.

## Influenze

### Cover
Del brano sono state realizzate diverse cover da altri artisti.
- Nel 2004, il cantante jazz Paul Jackson Jr. ne ha registrato una cover nel suo album tributo a Vandross Forever, for Always, for Luther;
- Nel 2005, la famosa cantante R&B Mary J. Blige l'ha cantata per un altro album tributo a Vandross, So Amazing: An All-Star Tribute to Luther Vandross;
- Nel 2013, Tracy Hamlin ha interpretato la canzone per il suo album This Is My Life;
- Nel 2014, il gruppo R&B dei Troop ha rifatto la canzone in omaggio a Vandross e ha pubblicato la canzone come singolo;
- Nel 2018, la cantante Jessie J ne ha eseguito una cover dal vivo.

### Campionamenti
Alcuni artisti hanno utilizzato un campione del brano come ispirazione per altre pubblicazioni inedite.
- Il rapper Will Smith nel 1993 (quando era conosciuto come "The Fresh Prince", dal titolo originale della sua serie TV Willy, il principe di Bel-Air) campionò solo la melodia della canzone in Can't Wait to Be with You. Successivamente, nel 2002, Will Smith (all'epoca alias "Big Will") campionò sia melodia che voce di Vandross, nella parte del ritornello, in 1.000 Kisses, brano dal suo album Born to Reign;
- Nel 1997, la rapper Queen Pen, amica di Teddy Riley, campionò la canzone nel suo brano All My Love, prodotto da Riley e tratto dal suo album di debutto My Melody;
- Nel 2005, la cantante Keyshia Cole ha campionato il brano in Never, la sua primissima canzone, tratta dal suo album di debutto The Way It Is;
- Nel 2015, Paul Kalkbrenner ha campionato la canzone in A Million Days, brano del suo album 7;
- Nel 2021, DJ Khaled, il rapper Fat Joe e Amorphous hanno utilizzato un campionamento della canzone per il loro singolo Sunshine (The Light), tra l'altro prodotto dalla Epic Records, proprio come Never Too Much.

## Accoglienza
Nel 1981, appena a pochi giorni dalla sua uscita, Never Too Much raggiunse la posizione n° 1 della classifica Billboard Hot 100 negli Stati Uniti, la n° 4 della classifica Billboard Dance Club Songs e la n° 33 della Billboard 200, sempre negli Stati Uniti.

### Riconoscimenti
L'intero album fu un successo molto popolare e ricevette numerosi riconoscimenti, tra cui due nomination ai Grammy Awards 1982: al Miglior artista esordiente e, in particolare, per Never Too Much, alla Miglior interpretazione maschile.
Inoltre, nel settembre 2021, come riconoscimento più importante di tutti, Never Too Much è stata inserita come numero 466 nella lista delle 500 migliori canzoni di tutti i tempi secondo Rolling Stone.

## Nella cultura di massa
L'intro della canzone è stato utilizzato nell'episodio 17 della quarta stagione della sitcom americana WKRP in Cincinnati (andato in onda il 17 marzo 1982).
Nel 2002, la canzone è stata poi inclusa nella colonna sonora del videogioco d'avventura della Rockstar Games Grand Theft Auto: Vice City.
Never Too Much è anche presente nella colonna sonora del film del 2012 Think Like a Man.
L'intro della canzone viene utilizzato come annuncio di uno spettacolo notturno olandese, tale Jinek.
La canzone è stata usata nella serie TV I Simpson, nella serie di episodi speciali La paura fa novanta XI-XX, e fa da soundtrack ad uno sketch parodia di Arancia meccanica.